# RWD-14 Czapla
RWD-14 Czapla (někdy známý jako LWS Czapla) byl polský letoun pro spolupráci s armádou, určený k plnění rolí dělostřeleckého pozorovacího, taktického průzkumného a spojovacího letounu. Navržen byl v polovině 30. let 20. století konstrukční skupinou RWD a od roku 1938 vyráběn společností Lubelska Wytwórnia Samolotów (LWS). Polské letectvo převzalo 65 sériových kusů, z nichž většinu začátkem druhé světové války v září 1939 bojově nasadilo v pozorovacích letkách.

## Vznik a vývoj
Letoun byl navržen v odpověď na požadavek Polského letectva z roku 1933 na nový letoun pro spolupráci s pozemními silami, který by nahradil Lublin R-XIII. Konstrukční kancelář RWD působící v rámci varšavských experimentálních leteckých dílen Doświadczalne Warsztaty Lotnicze (DWL) nejprve přišla s projektem RWD-12, odvozeným od cvičného typu RWD-8. Ten ale nebyl postaven, protože jeho předpokládané výkony nepřekonávaly R-XIII. Nový konstrukční tým, tvořený Jerzym Drzewieckim a Stanislawem Rogalskim přišel s odlišným projektem, označeným RWD-14. Technickou dokumentaci projektu vytvořil Tadeusz Chyliński.
Jednalo se o konvenčně řešený vzpěrový hornoplošník. Trup letadla měl smíšenou konstrukci ze dřeva a kovu, potaženou plátnem. Křídlo dřevěné konstrukce bylo dvounosníkové, potažené částečně překližkou, částečně plátnem, a osazené automatickými sloty Handley Page na náběžné hraně a křidélky typu Frise na odtokové. Bylo jej možné sklopit směrem dozadu, rozpětí se složeným křídlem bylo 3,9 m. Dřevěnou konstrukci měly i stabilizátory. Pevný záďový podvozek byl vybaven ostruhovým kolečkem. Dvoučlenná osádka seděla v otevřených kokpitech tandemového uspořádání, které byly oba vybaveny řídícími prvky a větrným štítkem. Pilot ovládal pevný synchronizovaný kulomet PWU wz. 33 ráže 7,92 mm střílející mezi válci motoru, pozorovatel pohyblivý kulomet Vickers F stejné ráže. Pohonnou jednotku představoval vzduchem chlazený devítiválcový hvězdicový motor Pratt & Whitney Wasp Junior o výkonu 420 hp (313 kW) pohánějící nestavitelnou dvoulistou dřevěnou vrtuli Szomański. Trupová palivová nádrž o objemu 315 litrů mohla být v případě nouze odhozena. Stroj mohl být vybaven radiostanicí N2L/T a fotokamerou.
První prototyp zalétal Aleksander Onoszka začátkem roku 1936 na letišti Okęcie. V soutěži na nový frontový průzkumný letoun zvítězil nad projekty továrny PWS U-6 a Z-7/7 a typem Lublin R-XXI, ale tovární zkoušky ukázaly stále nedostatečné výkony. V roce 1937 byly postaveny dva modifikované prototypy označené RWD-14a, které však v průběhu zkoušek oba havarovaly pro vady řízení. Začátkem roku 1938 vznikl čtvrtý, dále přepracovaný prototyp označený RWD-14b. Po jeho úspěšném vyzkoušení mu vojenské letectvo přidělilo jméno Czapla („Volavka“) a objednalo jeho sériovou výrobu, ačkoliv vzhledem k dlouhé době vývoje jej považovalo pouze za prozatímní náhradu typu R-XIII, do příchodu modernějšího stroje LWS-3 Mewa. Dílny DWL se vzdaly výrobních práv výměnou za uhrazení nákladů na vývoj a stavbu prototypů a produkce sériových strojů RWD-14b byla zadána státní letecké továrně Lubelska Wytwórnia Samolotów (LWS) v Lublinu, nástupci tamní firmy Plage i Laśkiewicz.
Závod LWS do února 1939 vyrobil 65 kusů RWD-14b Czapla, známých poté i pod označením LWS Czapla.

## Historie nasazení

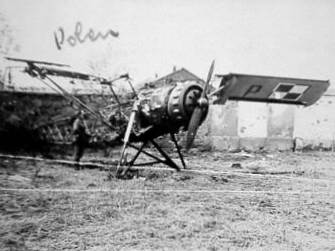
Vrak RWD-14b v září 1939

Stroje Czapla vstoupily do řadové služby u pozorovacích letek (polsky eskadra obserwacyjna) začátkem roku 1939. Vzhledem k dlouhému vývoji se již nejednalo o moderní typ a stroj jen o málo překonával svého předchůdce Lublin R-XIII. Výhodu představovala schopnost vzletu a přistání z krátkých drah (délka vzletu 140 m, přistání 120 m), která typu umožňovala vést operace z polí a luk. Modernějšího nástupce, typ LWS-3 Mewa, se před vypuknutím války nepodařilo do služby u operačních jednotek zařadit.
Polské letectvo v době nacistického vpádu do Polska disponovalo 35 letouny RWD-14 Czapla zařazených po 7 kusech v 5 pozorovacích letkách (č. 13, 23, 33, 53 a 63), z celkem 12 svých útvarů tohoto určení. Tyto letky byly podřízeny jednotlivým polním armádám. Zbylých 30 letounů bylo zpočátku uloženo v rezervě, a v průběhu bojů sloužily k doplňování operačních letek, včetně zařazení do některých jednotek které jimi před válkou nebyly vybaveny. Bojové jednotky převzaly celkem 49 kusů. Stejně jako R-XIII, ani letouny RWD-14 nepředstavovaly rovnocenného protivníka stíhacím, bombardovacím a dokonce ani průzkumným strojům Luftwaffe, vzhledem ke své podstatně nižší rychlosti a výzbroji pouze dvěma kulomety, ale přes tuto nevýhodu byly Czaply aktivně užívány k taktickému průzkumu a spojovacím letům.
Většina vyrobených strojů – 35 – byla zničena během bojů. Nejméně 14 (podle některých pramenů až 17) kusů bylo po skončení bojů v Polsku evakuováno do Rumunska, kde byly převzaty tamním letectvem, které je používalo jako cvičné a k různým pomocným úlohám. Dvanáct strojů uniklo do Lotyšska a podle některých pramenů se nejméně jeden dostal na území Maďarska. Jednotlivé exempláře byly na území okupovaného Polska ukořistěny nacistickým Německem a Sovětským svazem, kterými ale nebyly operačně využity. Žádný RWD-14 se nezachoval.

## Varianty
RWD-14/I (tovární č. 118)
Původní provedení prototypu s motorem Pratt & Whitney Wasp Junior.
RWD-14a
Prototypy vzniklé ve 2 kusech (RWD-14/II, tov. č. 134 a RWD-14/III, tov. č. 145), s motory PZL G-1620A Mors.
RWD-14b
Čtvrtý prototyp (RWD-14/IV) a sériové stroje s motory PZL G-1620B Mors II.

## Uživatelé
- Polsko
  - Polské letectvo
- Rumunské království
  - Rumunské královské letectvo

## Specifikace (RWD-14b)
Údaje dle:

### Technické údaje
- Osádka: 2 (pilot a pozorovatel/střelec)
- Délka: 9 m
- Rozpětí: 11,9 m
- Výška: 3 m
- Nosná plocha: 22 m²
- Prázdná hmotnost: 1 153 kg
- Vzletová hmotnost: 1 700 kg
- Pohonná jednotka: 1 × vzduchem chlazený devítiválcový hvězdicový motor PZL G-1620B Mors II pohánějící pevnou dvoulistou dřevěnou vrtuli Szomański
- Výkon pohonné jednotky: 350 kW (470 hp) při 2 375 otáčkách za minutu

### Výkony
- Maximální rychlost: 247 km/h na úrovni mořské hladiny
- Cestovní rychlost: 208 km/h ve výši 2 000 m
- Dolet: 581 km
- Praktický dostup: 5 000 m
- Stoupavost:
  - Výstup do výše 2 000 m: 7 minut
  - Výstup do výše 4 000 m: 19 minut

### Výzbroj
- 1 × synchronizovaný kulomet PWU wz. 33 ráže 7,92 mm
- 1 × pohyblivý kulomet Vickers F ráže 7,92 mm[4]